# Jozef Sivák

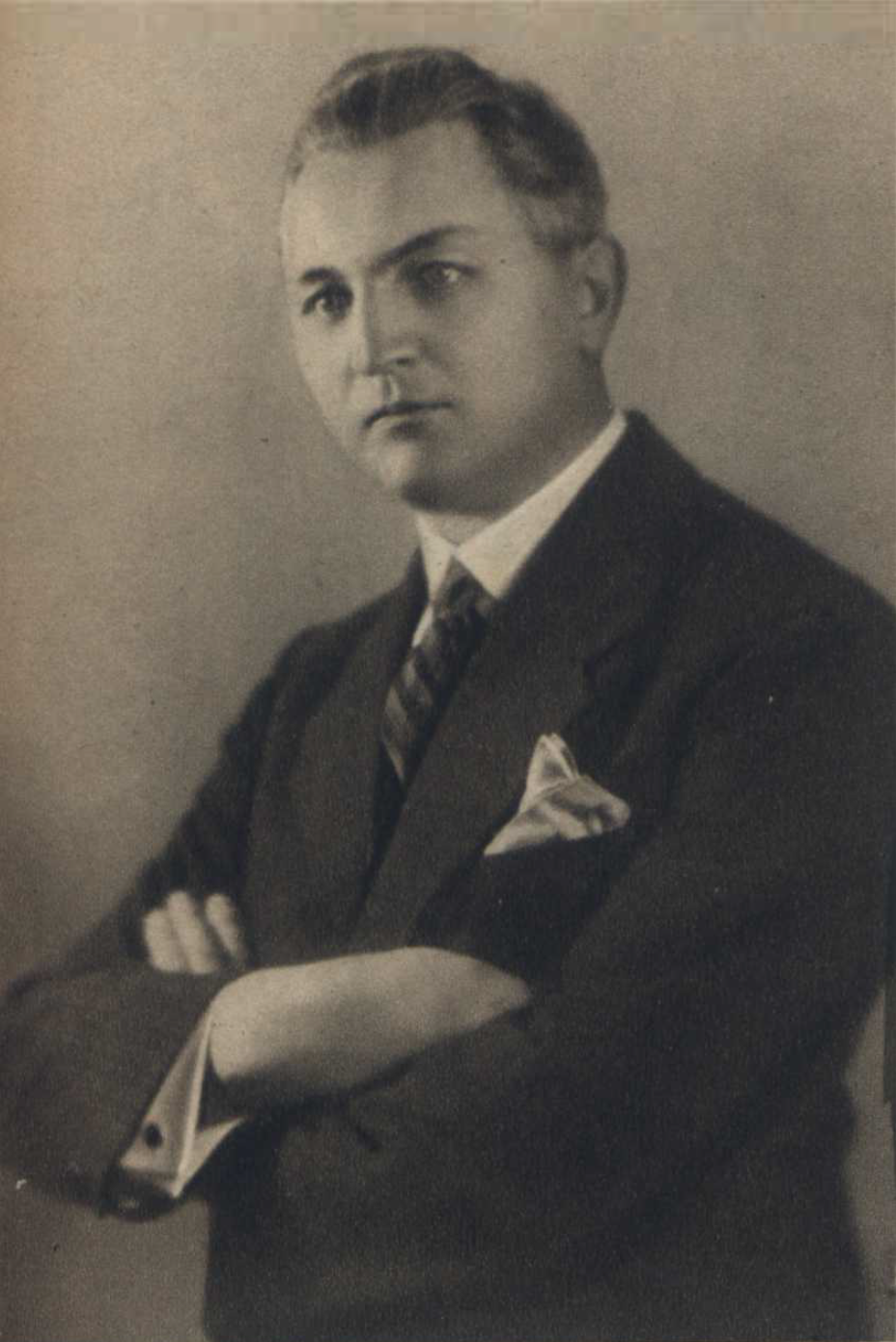
Jozef Sivák (1939)

Jozef Sivák, Pseudonym Trávnický oder Anica Jaroslavská (* 14. Januar 1886 in Bobrovec; † 27. Januar 1959) war ein slowakischer und tschechoslowakischer Politiker, Lehrer, Autor, Journalist sowie Abgeordneter der Hlinka-Partei im Tschechoslowakischen Parlament. Im Januar 1939 wurde er Minister in der autonomen slowakischen Landesregierung. Nach der Absetzung Jozef Tisos im März 1939 wurde er vom tschechoslowakischen Staatspräsidenten Emil Hácha kurzzeitig zum Ministerpräsidenten des Autonomen Landes Slowakei ernannt.
Von 1939 bis 1944 war er Bildungsminister und Minister für nationale Aufklärung im vom Deutschen Reich abhängigen Slowakischen Staat.

## Leben

### Jugend, Ausbildung und Werdegang
Jozef Sivák wurde als eines vom fünf Kindern tiefgläubiger und nationalbewusster Eltern geboren. Sein Vater arbeitete in einer Gürtelfabrik.
Nach dem Abschluss der Volksschule sowie der Bürgerschule entschieden sich seine Eltern, den begabten Jungen zum Studium an die Lehreranstalt in Spišská Nová Ves zu schicken. Aufgrund von finanziellen Schwierigkeiten war Sivák allerdings zweimal gezwungen, sein Studium abzubrechen. Letztendlich machte er seinen Schulabschluss am Kirchlichen Amt in Spišská Kapitula, wo man ihn als privaten Schüler annahm. Sivák vervollständigte seine Ausbildung in Sommerkursen in Brezno, Klausenburg und Temeschwar.
Als diplomierter Lehrer arbeitete Sivák zunächst zehn Jahre in Liptovská Teplá und später in Likavka. Aufgrund der Nähe zu Ružomberok traf sich Sivák oft mit dem katholischen Priester und Slowakenführer Andrej Hlinka, der seine Ansichten in Bezug auf die Lage der Slowaken im Königreich Ungarn teilte. Sivák veröffentlichte in vielen slowakischen Zeitungen und Zeitschriften Artikel und Gedichte, manchmal unter dem Pseudonym Trávnický oder Anica Jaroslavská. Nach der Gründung der Tschechoslowakei wurde er zu Beginn des Jahres 1919 Schulinspektor in Prievidza. Sein erstes Verdienst in der Stadt bestand in der Abhaltung von Slowakisch-Kursen für Lehrer und Beamte. Im selben Jahr gründete er gemeinsam mit dem Bezirkshauptmann Ján Novák die Zeitschrift Náš kraj (Unser Land).

### Politik und Wirken bis 1938
Bereits in seiner Jugend trat Sivák der Slowakischen Volkspartei von Andrej Hlinka bei und verfasste auch Artikel für die Parteizeitung Slovák (Der Slowake). In der zweiten Hälfte der 1920er Jahre fungierte Sivák auch als Chefredakteur des Slovák. Ab dem 19. Dezember 1918 war er Generalsekretär der Slowakischen Volkspartei. Am 11. März 1919 wurde er als einer von 14 Abgeordneten zur Vervollständigung der Revolutionären Nationalversammlung in Prag nominiert. Alle slowakischen Abgeordneten waren im Slowakischen Klub versammelt. Von der tschechoslowakischen Zentralregierung wurden in diesen Slowakischen Klub allerdings nur vier Vertreter der slowakischen Autonomisten zugelassen. Diese waren Andrej Hlinka, František Jehlička, Karol Kmeťko und auch Jozef Sivák.
Als Lehrer interessierte er sich in seiner Funktion als Abgeordneter vor allem für die ihm bekannten Probleme des Bildungssystems und half mit sie zu lösen. So bewahrte er das älteste piaristische Gymnasium in der Slowakei in Prievidza vor der Schließung. Nach der Verabschiedung der tschechoslowakischen Verfassung von 1920 gab Sivák sein Mandat als Abgeordneter auf und wandte sich vollständig seiner pädagogischen Tätigkeit in Prievidza zu.
Während seines Wirkens in Prievidza war Sivák Mitbegründer des Odbor Slovenskej Matice (Abteilung der Matica slovenská), der Museumsvereinigung der oberen Nitra (Muzeálny spolok hornej Nitry), der Vereinigung der Freunde von Prievidza (Združenie priateľov Prievidze) und auf seinen Vorschlag hin wurde von jungen slowakischen Intellektuellen der Bund Nordnitraer Akademiker (Spolok severonitrianskych akademikov) gegründet.
Aus der Initiative der Matica slovenská enthüllte Sivák Gedenktafeln für bedeutende Persönlichkeiten der slowakischen Nationalbewegung (z. B. 1924 für Andrej Truchlý-Sytniansky). Auch war es Sivák, der für die Stadt Prievidza staatliche Unterstützung für den Bau des Bezirklichen Gesundheitszentrums (1928) durchsetzte, und weiters initiierte Sivák in Prievidza den Bau eines neuen Gymnasiums (1930). Deshalb wurde ihm von der Gemeindevertretung der Stadt Prievidza für seine Errungenschaften im kulturellen und wirtschaftlichen Bereich der Stadt die Ehrenbürgerschaft verliehen.
Sivák versuchte, die Interessen aller Bürger zu verteidigen, ohne Rücksicht auf ihre politische oder religiöse Zugehörigkeit. Seine Ansichten und seine Arbeit blieben auch der Aufmerksamkeit der Vertreter zentraler politischer und gesellschaftlicher Institutionen nicht verborgen. Im Jahr 1928 wurde ihm für seinen Beitrag zur Entwicklung und Förderung der kirchlichen Schulen in der Slowakei von Papst Pius XI. der Silvesterorden verliehen.
1924 kehrte Sivák ins Parlament zurück und beschäftigte sich erneut mit den Problemen im Bildungswesen und im kulturellen Bereich. Ab 1937 war er Vizeparlamentspräsident des Tschechoslowakischen Parlaments in Prag. Er wurde bekannt als gemäßigter Politiker und drohungsloser Kämpfer für die kulturellen Rechte der Slowaken und für das politische Recht des slowakischen Volkes auf Autonomie. Ab dem 22. November 1938 vertrat er gemeinsam mit Karol Sidor als Mitglied des ständigen Ausschusses im Abgeordnetenhaus die Interessen der Slowakischen Volkspartei. Im Parlament in Prag fungierte er bis 1939.

### Minister der Autonomen Slowakei und der Ersten Slowakischen Republik

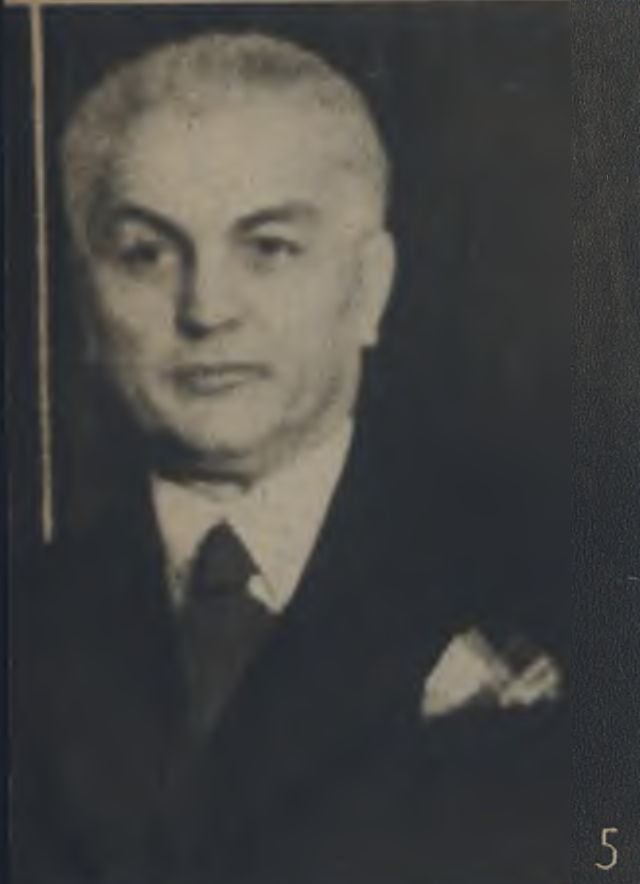
Jozef Sivák als slowakischer Bildungsminister (1941)

Im Januar 1939 ersetzte Sivák den radikalen Matúš Černák als Bildungsminister und Minister für nationale Aufklärung im infolge des Münchner Abkommens entstandenen Autonomen Land Slowakei. Nach der Absetzung der Tiso-Regierung ernannte ihn der tschechoslowakische Staatspräsident Emil Hácha am 9. März 1939 zum Ministerpräsidenten der autonomen Slowakei und übertrug ihm daneben die Leitung sämtlicher slowakischer Ministerien. Als aber Sivák, der sich gerade im Vatikan befand, von der Ernennung erfuhr, weigerte er sich, sie anzunehmen, sodass Hácha Karol Sidor zum slowakischen Ministerpräsidenten ernannte.
Als das slowakische Parlament am 14. März 1939 die Unabhängigkeit proklamierte, empfing Papst Pius XII. Jozef Sivák zu einer Audienz, die er mit einem besonderen apostolischen Segen für die Slowakei, ihre Regierung und ihr Volk abschloss. In der neu entstandenen Ersten Slowakischen Republik wurde Sivák wieder Bildungsminister und Minister für nationale Aufklärung.
Während seines Wirkens als Minister wurden mehr als 4.000 slowakische Bücher veröffentlicht und zum ersten Mal wurde auch mit einer eigenen slowakischen Filmproduktion begonnen. Daneben hatte er persönlichen Anteil an der Gründung der Slowakischen Akademie der Wissenschaften und Künste und ab 1940 verlieh er staatliche Auszeichnungen an slowakische Wissenschaftler und Künstler. Sein kultureller Fokus lag auf den nationalen Traditionen und auf dem christlichen Wertesystem. Innenpolitisch gehörte Sivák wie die Mehrheit der slowakischen Minister dem katholisch-konservativen (gemäßigten) Parteiflügel des Staatspräsidenten Jozef Tiso an, der dem radikal-faschistischen Parteiflügel des Ministerpräsidenten Vojtech Tuka gegenüberstand.
Als Minister setzte sich Sivák für den Verbleib mehrerer tschechischer Professoren an der Universität Bratislava ein und verhinderte, dass nationalsozialistische Ideologie in die slowakischen Schulpläne mit einfließen konnte. Er unterstützte auch eine allslawische Zusammenarbeit und protestierte gegen die Kriegserklärung von Ministerpräsident Tuka an die Sowjetunion. In der Vorbereitungszeit des Judenkodex gab Sivák bekannt, dass er, für den Fall, dass die Realisierung des Gesetzes verabschiedet werden würde, aus der Regierung austreten werde.
Auf die Bitte von Rabbinern verblieb er dann trotzdem in der Regierung, da er die jüdischen Vertreter konstant über die Vorbereitung antisemitischer Aktionen informierte. Weiter gehörte Sivák auch zu denjenigen slowakischen Politikern, die versuchten, rassisch verfolgten Personen zu helfen. In seiner Funktion als Bildungsminister rettete er viele jüdische Lehrer, Funktionäre und Mitarbeiter jüdischer Glaubenseinrichtungen vor den Deportationen und verlieh Arbeitslegitimationen auch Lehrern, die nicht über Ausnahmebescheinigungen des Präsidenten oder eines anderen Ministers verfügten.
Wegen seiner toleranten und den Nationalsozialismus hemmenden Politik forderte Ministerpräsident Tuka im Oktober 1940 Staatspräsident Tiso auf, Sivák zu entlassen und ihn durch den pronazistischen Chef des Propagandaamtes Karol Murgaš zu ersetzen. Doch dank der Unterstützung des Staatspräsidenten blieb Sivák weiter Minister der Regierung. Den Ministerposten stellte Sivák bis zum 4. September 1944, als er nach der Demission der Tuka-Regierung als Zeichen seiner Ablehnung über die Niederschlagung des Slowakischen Nationalaufstandes zurücktrat. Dies bedeutete Siváks politisches Ende.

### Prozess und Tod
Am 4. Mai 1945 wurde Sivák verhaftet, und vom tschechoslowakischen Volksgerichtshof zu zwei Jahren Haft verurteilt. Außerdem wurde sein gesamtes Vermögen konfisziert. Nachdem er im Jahr 1947 freigelassen wurde, musste er mit seiner Familie ins südslowakische Dorf Tachty ziehen, später nach Trubín in Tschechien. 1959 starb Sivák und wurde in Bratislava beerdigt.

## Bedeutung und Ehrungen
Jozef Sivák plante, seine sehr weitreichenden Erinnerungen in mehreren Bändern herauszugeben, schaffte allerdings nur den ersten Teil bis zum Jahr 1924. Trotzdem geben Siváks Erinnerungen an seine Kindheit in Liptovský Mikuláš am Ende des 19. Jahrhunderts und auf seine Jugend in Ružomberok in der Zeit des Ersten Weltkrieges einen leserlichen und farbigen Einblick auf die Landschaft Liptov zur Jahrhundertwende und mehrere weniger bekannte Einsichten auf die Ereignisse verbunden mit den heimischen Verhältnissen und den Realitäten um die Entstehung der Ersten Tschechoslowakischen Republik.
Während seines Lebens beteiligte sich Sivák an den Werken vieler Schulämter und Gymnasien. Er enthüllte für viele slowakische Persönlichkeiten Gedenktafeln und gab viele Lehrwerke in slowakischer Sprache heraus (z. B. Abecedár, čítanky pre všetky ročníky ľudových škôl, prírodopis, mravovedu). Die Bedeutung seiner Lehrwerke war immens. Manche seiner Bücher wurden ins Deutsche und Ungarische übersetzt. Daneben begründete er viele wissenschaftliche, historische und katholische Vereine.
Das neue kommunistische Regime gab es zwar nicht zu, doch arbeitete es in vielen Bereichen von Bildung und Kultur auf den Grundsteinen, die Sivák während seines Wirkens gelegt hatte. Bei der Gelegenheit des 120. Geburtstages veranstaltete der Pensionistenklub Bôbar in Prievidza in Zusammenarbeit mit der Matica slovenská im Jahr 2006 eine Gedenkfeier und Ausstellung über das Leben und Werk Jozef Siváks. Die Organisatorin der Veranstaltung Anna Sabová erklärte bei dieser Gelegenheit:

„Auch wenn Jozef Sivák kein geborener Prievidzaner war, so hat er diese Stadt und seine Umgebung äußerst angehoben, wofür er seinen Posten als Parlamentsabgeordneter nutzte. Die Ausstellung haben wir zur Gelegenheit seines 120. Geburtstages veranstaltet, aber auch deshalb, weil unser Klub seine Treffen gerade in dem Haus abhält, das Jozef Sivák sich in Prievidza bauen ließ, wo er als Schulinspektor wirkte.“

## Schriften
- Krátka náuka o hospodárstve pre ľudové školy (Prešov, 1920)
- Meroveda (Prešov, 1920)
- Abecedár pre ľudové školy (Ružomberok, 1920)
- Púčky (Ružomberok, 1921)
- Nový Abecedár (Ružomberok, 1922)
- Hry našich detí (Liptovský Mikuláš, 1922)
- Lastovičky (Ružomberok, 1923)
- Otčina.Čítanka pre IV.ročník ľudových škôl (Prešov, 1925)
- Prameň.Čítanka pre piaty a šiesty ročník slovenských ľudových škôl (Prešov, 1926)
- Kríza katolíckej inteligencie (Bratislava, 1927)
- Otava (Prešov, 1927)
- Nové slovenské školstvo (Bratislava, 1940)
- Nové slovenské školstvo III. (Bratislava, 1942)
- Národná osveta a ľudovýchova (Bratislava, 1943)
- Z mojich pamätí (Martin, Matica slovenská 2003)